# 貢薩洛·費爾南德斯·德·科爾多瓦
貢薩洛·費爾南德斯·德·科爾多瓦（西班牙語：Gonzalo Fernández de Córdoba；1453年9月1日—1515年12月2日），是一位西班牙陸軍將領，曾在收復失地運動及意大利戰爭中指揮作戰，他施行的步兵改革被視作「西班牙大方陣」的先驅。
科爾多瓦在收復失地運動嶄露頭角，官階節節攀高。在第一次意大利戰爭中，他率領一支部隊登陸意大利南端對抗法軍，但在塞米納拉戰役被法軍擊敗。然而他在此戰後研發出一種能對抗法軍騎兵衝鋒的步兵編制，在接下來多次贏得對敵作戰。1504年，他被任命為那不勒斯總督，然後於1507年返回西班牙。1512年西軍在拉文納戰役被法軍擊敗後，他臨危復出，但戰爭早在其投入作戰前結束。1515年12月2日，他在格拉纳达去世。

## 生平
貢薩洛·費爾南德斯·德·科爾多瓦於1453年9月1日出生在西班牙蒙蒂利亞的一個貴族家庭，